# エドワード・P・キング
エドワード・ポステル・キング・ジュニア（Edward Postell King Jr., 1884年7月4日 - 1958年8月31日）はアメリカ陸軍の軍人、最終階級は少将。
太平洋戦争劈頭の日本軍のフィリピン進攻作戦におけるバターンの戦いで、アメリカ極東陸軍とフィリピン・コモンウェルス軍を率いてバターン半島に立てこもり、日本軍をくぎ付けにした。余力が尽き果てて約7万余の部下とともに日本軍に降伏したが、部下の一部はバターン死の行進によって落命。自身も捕虜となって戦争終結後に解放された。

## 生涯
エドワード・ポステル・キング・ジュニアは1884年7月4日、ジョージア州アトランタに生まれる。祖父は南北戦争に南軍の兵士として従軍していた経験があり、キング自身も将兵にあこがれていた。成長してジョージア大学に入学し、ファイ・デルタ・シータ ΦΔΘ に所属。1902年に大学を卒業した。大学卒業後のキングは、家族から弁護士になるよう勧められていたが、キングは法曹界の道を選ばず1908年にアメリカ陸軍に入隊する。アメリカが途中参戦した第一次世界大戦には野戦砲兵として出陣し、1918年3月23日から休戦発効の11月11日までの間に見せた野戦砲兵隊への様々な貢献が評価され、最初の陸軍殊勲章が授与された。戦間期には1922年にアメリカ陸軍指揮幕僚大学を受講し、1929年から1937年まではアメリカ陸軍大学校の講師を務め、その間の1936年には海軍大学校の講師も務めた。
1940年、キングはフィリピン・コモンウェルスに派遣され、准将に昇進の上、極東陸軍司令官ダグラス・マッカーサー大将の指揮下に入ったあと、次席であったジョナサン・ウェインライト中将の指揮下に入って北部ルソン軍部隊の指揮を担当することとなった。当時、マッカーサーの指揮下にはリチャード・サザランド、チャールズ・ウィロビー、リチャード・マーシャルといったそうそうたる面々がそろっており、マッカーサーは極東陸軍司令部を、第一次世界大戦期にジョン・パーシング元帥が率いたヨーロッパ派遣軍司令部に匹敵するものにしようと目論んで人材をかき集めていた。やがて、1941年12月8日の真珠湾攻撃を経て、極東陸軍も迫りくる日本軍との対決を開始することとなる。しかし、クラーク空軍基地をはじめとする極東空軍の各基地は、日本軍機の空襲により壊滅。マッカーサーはマニラを無防備都市としたうえでアメリカ極東陸軍の部隊をバターン半島とコレヒドール島に分散させ、司令部もコレヒドール島のマリンタ・トンネルに移動することとし、12月24日には退去は完了して2日後の12月26日にはマニラの無防備都市宣言が出された。キングは、第一軍団司令官のウェインライトとともにバターン半島に立てこもった。
第14軍司令官本間雅晴中将は、極東陸軍とコモンウェルス軍がバターン半島方面へ移動中であることを知りつつ、無防備都市のマニラを占領することにこだわったが、これはウェインライトとキングに多大な兵力を預ける結果となり、この判断ミスが日本軍の作戦計画の足かせとなった。1942年1月5日にはマリベレスに通信施設と司令部が設営される。対する日本軍は南方作戦全般における兵力の融通の関係で、第十六師団（森岡皐中将）約7,000と「オッサン部隊」第六十五旅団（奈良晃中将）約7,000の兵力をもって、「2万から3万」、実際には極東陸軍とコモンウェルス軍および避難民合わせて約10万強と相対する羽目となってしまった。籠城軍の巧みな攻撃と装備劣悪によって日本軍は損害が続出し、本間は2月8日にバターン攻撃を中止させて捲土重来を期せざるを得なかった。
しかし、日本軍を一度は追い返した極東陸軍とコモンウェルス軍ではあったが、バターンへの移動の際に食糧移すことを怠り、また多数の避難民を抱え込んだため食糧問題が勃発した。具体的には、2月中旬以降主食制限を行い、なけなしの食糧をすり潰す音が対峙する日本軍陣地にも聞こえるほどであった。伝染病も蔓延し、極東陸軍とコモンウェルス軍は食糧不足と衛生面により、次第に余力が尽き果てていった。やがてフランクリン・ルーズベルト大統領の指示により、かねてから「防衛軍と運命を共にする」と吹いて回っていたマッカーサーは、一転してオーストラリアへの脱出を決心する。ところで、マッカーサーの脱出に同行できる者は、極東陸軍幕僚のうち俗に「バターン・ギャング」と称するサザランドやマーシャル、ウィロビーらといった面々のみであり、ウェインライトやキングは、マッカーサーから「私が帰ってくるまで頑張るように」と、あくまでバターンを死守するよう命じられる立場であった。脱出組一行は4隻の魚雷艇で3月11日夜にコレヒドール島を脱出。ウェインライトは中将に昇進の上総司令官となり、キングは少将に昇進し第二軍団司令官となってバターンにおける総部隊司令官を兼ねた。また、1941年12月1日から1942年3月11日までの功績に対して、二度目の陸軍殊勲章に代わるオーク・リーフ・クラスタが授与された
マッカーサーという「王将」がオーストラリアに移動し、飢えと病にとりつかれた極東陸軍とコモンウェルス軍とは対照的に、日本軍は第四師団（北野憲造中将）や第二十一師団中の永野支隊を増援に送り込み、神武天皇祭の4月3日から空と陸からのバターン総攻撃を開始する。ウェインライトのもとにはマッカーサーから「降伏してはならない」という電報も届けられたが、もはや日本軍の総攻撃に抵抗するだけの力は残されていなかった。ワシントンD.C.からウェインライトに対して降伏の許可を事実上出すこととなったが、これと相前後する4月9日朝、キングは軍使に白旗を持たせて永野支隊に接触させ、降伏の意思があることを告げさせた。日本側がキング本人の出頭を要請し、これを受けたキングは身支度を整えた上で幕僚とともにジープに乗り、昼前に永野支隊に接触して降伏交渉を開始した。キングは、バターン以外の極東陸軍とコモンウェルス軍については管轄外であることを理由に拒否した以外は降伏を全面的に受け入れ、4月9日をもってバターン半島での戦闘は止んだ。キング以下幕僚の降伏は日本軍にとっては予想外の展開であった。5月6日にはコレヒドール島のウェインライトもフィリピン全土の極東陸軍とコモンウェルス軍に降伏を呼びかけ、マニラ周辺の戦いはおおむね終結した。
降伏に際したキングは、過酷な運命に翻弄された。キングは「降伏しなければ、バターン半島が史上最大の殺戮場になる」ことを察知して7万余の部下を救うために降伏したわけであり、降伏した将兵の中には、日本軍に嗜好品をプレゼントする者もいた。しかし、7万余の部下はいわゆる「バターン死の行進」に晒され、相当数が命を落とす結果となってしまった。捕虜となったキングは満州国の捕虜収容所に送られ、1943年には『日本ニュース』第141号「敗残の敵国俘虜」にウェインライトとのツーショットで登場している。当該映像を撮影した日本映画社カメラマン本間金資によれば、キングが登場したのはウェインライトが駄々をこねた挙句、「キングと一緒なら出てやる」と言ったことによる。
1945年8月、日本は降伏して捕虜は自由の身となった。しかし、キングの扱いは降伏文書調印式に招待されたウェインライトや、同じく捕虜から解放されたイギリス軍のアーサー・パーシバル大将とは違って大した扱いを受けなかった。1977年製作のグレゴリー・ペック主演の映画『マッカーサー』でも、キングの存在はセリフの中にしかなかった。これら低い扱いは、キングとともにバターンで戦って生き残った者にとっては違和感のあることであった。多くの生き残りは、マッカーサーによって惨めな思いをしたと証言している。2002年、「死の行進」の生き残りの一人であるリチャード・M・ゴードン少将はマニラのアメリカ人墓地でキングを含むバターンの勇士について、「キングが降伏する勇気を持っていなかったら、彼ら勇士は今生きていない。キングは一般世間からは忘れられがちだが、キングの降伏がなければバターン半島は血塗られた土地となっていた」と述べた。キングは釈放後の1946年に退役し、赤十字関連のボランティアへの参加やファイ・デルタ・シータの集会のゲストに呼ばれるなどの余生を過ごしたのち、1958年8月31日にジョージア州ブランズウィックにおいて74歳で亡くなった。

## 受賞歴と略綬
| ：陸軍殊勲章 / オーク・リーフ・クラスタ            |
| ：第一次世界大戦戦勝記念章                         |
| ：第二次世界大戦戦勝記念章                         |
| ：アメリカ防衛従軍記章 / ブロンズ従軍星章          |
| ：アジア太平洋戦役従軍章 / ブロンズ従軍星章（3個） |
| ：フィリピン防衛章                                 |